# سو يوجين
سو يوجين هي ممثلة كورية جنوبية ولدت في يوم 11 أغسطس 1981. بدأت التمثيل في سنة 2000، أشهر الأعمال ألتي مثلتها هو مسلسل اقتراح لذيذ في 2001 وفيلم ماي ريتيما في 2013.